# 蘆沢一閑
蘆沢 一閑（あしざわ いっかん）は、江戸時代後期の水戸藩士。水戸藩の家老を務めた蘆沢信重を初代とする九代目で、名前は総兵衛元昇。初名は亀次郎で、また総六ともいった。徳川斉脩に三十年近く仕えた。著作として、『侍間小録』（文政12年）、『綴葉雑記』、『文苑受簡』（編）がある。
享和2年(1802)の御前小姓から始まり、文化2年(1805)の六代藩主治保逝去に際しては、瑞龍山の墓所まで柩に随行。同10年には通事となって藩主治紀の世継斉脩付きとなり、文政5年(1822)藩主斉脩から150石を賜り、同9年「東藩文献志」の編集係を命ぜられた。下って天保10年(1839)には職を辞して一閑斎と号し、安政6年(1859)76才で歿した。

## 参考資料
- 清水正健『増補水戸の文籍』水戸の学風普及会、1934年
- 「水府系纂 5巻」茨城県立歴史館所蔵